# Stinklerskivling
Stinklerskivling (Camarophyllopsis foetens) är en svampart som först beskrevs av William Phillips, och fick sitt nu gällande namn av Arnolds 1986. Enligt Catalogue of Life ingår Stinklerskivling i släktet Camarophyllopsis,  och familjen Hygrophoraceae, men enligt Dyntaxa är tillhörigheten istället släktet Camarophyllopsis och familjen fingersvampar. Arten är reproducerande i Sverige. Inga underarter finns listade i Catalogue of Life.